# Lionel Plumenail
Lionel Plumenail (* 22. ledna 1967, Bordeaux, Francie) je bývalý francouzský sportovní šermíř, který se specializoval na šerm fleretem.
Francii reprezentoval v devadesátých letech. Na olympijských hrách startoval v roce 1996 v soutěži jednotlivců a v roce 2000 v soutěži jednotlivců a družstev. V soutěži jednotlivců získal na olympijských hrách 1996 stříbrnou olympijskou medaili. V roce 1997 obsadil třetí místo na mistrovství světa v soutěži jednotlivců a v roce 1996 získal titul mistra Evropy. S francouzským družstvem fleretistů vybojoval na olympijských hrách 2000 zlatou olympijskou medaili a v roce 1997 a 1999 vybojoval s družstvem titul mistrů světa.